# Silvanus
Pour l’article ayant un titre homophone, voir Sylvanus.
Silvanus est un personnage romain du IIIe siècle. Précepteur et conseiller (et peut-être préfet du prétoire) du jeune Salonin, le fils de Gallien, il reste avec lui sur la frontière du Rhin quand son père doit repartir en 258. À l'été 260, le général Postume se rebelle, soutenu par l'armée, et assiège Salonin et Silvanus dans Cologne. La ville est prise rapidement, peut-être par trahison, et les deux hommes sont tués.
Il est appelé Albanus par Jean Zonaras.